# Aros IK
Aros IK, bildad 1984, är en innebandyklubb i Västerås. Det är en av de första klubbarna i Sverige med innebandy på programmet. Klubben har i dagsläget (2007) endast ett lag i seriespel, ett herrlag i division 3 Västmanland, som är Västmanlands högsta serie. Herrarna har tidigare under en säsong spelat i Sveriges högsta division.